# Saga
A saga (ejtsd: szága) prózai formában szájhagyományosan őrzött, a 12. századtól kezdve pergamenre írt elbeszélés, amelyet helyenként verses betétek szakítanak meg. Nyelve szinte kivétel nélkül az óészaki nyelv volt. A saga műfaja az izlandi irodalomban volt elterjedt a 9-14. században, így a legtöbbet Izlandon írták, a műfaj nem terjedt el más skandináv területeken.
Maga a „saga” szó skandináv szó, a jelentése történet, mese, monda (az izlandi nyelvben "történelem" is). A sagák írói, lejegyzői szinte kivétel nélkül névtelenek. A kevés ismert szerző közül a politikusként és történetíróként kiemelkedő izlandi Snorri Sturlusont tartják a legnevesebbnek.

## Sagaműfajok
A világirodalmilag és esztétikailag legértékesebb, leginkább olvasott műfajhoz tartoznak az úgynevezett nemzetségi sagák (Íslendinga sögur), melyek elsőrendűen a 9-10. századi Izlandra települő nemzetségek és leszármazottaik nevezetes történeteiről szólnak.
A második legismertebb sagaműfaj a királysagák (konungasögur). Tartalmi jellemzőjük, hogy 8-13. századi norvégiai – igen ritka esetben: dán – királyok élettörténetét, uralkodásuk epizódjait ábrázolják. Szerzőik már többnyire nem névtelen izlandiak. A műfaj csúcspontja Snorri Sturluson (ejtsd: sztürlüszon) Földkerekség (Heimskringla) című gyűjteményes műve 1230 körül.
Nagyon nevezetes sagaműfaj a hajdankori sagák (fornaldarsögur), melyek leginkább 1250-1325 között, az izlandi honfoglalás előtti korok, így a germán népvándorlás, majd a vikingkor idejéből vett történeteket dolgoznak fel, a szájhagyományozási periódus hosszúságától olykor fantáziadúsabb, kalandosabb, mesésebb stílusban.
A fenti három, szépirodalmilag fikciós műfaj mellett igen fontosak az úgynevezett jelenkori sagák, melyeknél a történés és a megírás között csak néhány évtized telt el, ennél fogva már inkább dokumentaristábbak, jegyzőkönyvszerűek, realisták. Ide tartoznak az úgynevezett Sturlunga-sagák (Sturlunga sögur) és a püspöksagák (biskupa sögur).

## Jellemzői

### Témája
A sagák egy-egy régebbi korban élt hős (például viking király, illetve izlandi nemzetségfő) vagy egy kortárs személy valamely nevezetes tettét mesélik el eleinte aprólékosan részletezve, majd az események drámaivá válásakor balladai stílusra váltva. Gyakori téma a vikingek Izlandra érkezése, a viking utazások harcai, valamint a családok és a családok közti viszályok történetei. A keresztény korban az európai szentekről és a skandináviai vértanú püspökökről is születtek sagák.

### Formája, stílusa
A sagák egyik érdekessége a mai szemmel is modernnek tűnő távoli, tárgyilagos nézőpont. A főhősök között egyaránt vannak jók és gonoszak, de az előadó sohasem foglal állást, miközben aprólékosan előadja hőse tetteit. A drámai hatás részben ebből a közömbösnek tűnő előadásmódból fakad, hiszen az események a legtöbbször megdöbbentő, néha véresen kegyetlen végkifejlethez vezetnek. Még ha a hősökkel sokszor nem tudunk is azonosulni (az egyik fő téma például a gondosan kivitelezett vérbosszú), a szereplők viselkedése megkapóan emberi. A sagákban soha nem kérdezi senki az okokat, a cselekmény irányítója a sors, amivel szemben az ember, még az uralkodó is tehetetlen.
Minden saga egyforma bevezető szavakkal (Volt egyszer egy ember, akit úgy hívtak, hogy…), majd rövid családfával és a hősnek a többi szereplőhöz való viszonyának vázolásával kezdődik. A szereplők igazi tulajdonságait nem az elbeszélőtől, hanem magukból az eseményekből ismerjük meg, a cselekmény előrehaladása során. A sagák kulcsfogalmai a becsület, az erkölcs, a szerencse, a büszkeség, a bosszú és a sors, a történetekben végül is minden ezek körül forog. A főhős mindig tudja, hogy mit diktál a kötelessége, és ez a korabeli hallgató számára sem volt kérdéses.
A korabeli európai középkor mesés, misztikus világához képest a sagák világa rendkívül egyszerű és realista, itt soha nincsenek homályos allegóriák, vagy fantasztikus lények, sárkányok, óriások és varázslók. A sagákban többnyire csak hétköznapi tájakat és figurákat, egyszerű, kiszámítható gondolkodású embereket találunk.

## A leghíresebb sagák
- Bandamanna saga
- Droplaugarsona saga
- Egils saga Skallagrímssonar
- Eiríks saga rauda (Vörös Erik sagája)
- Eyrbyggja saga
- Faereyinga saga (Feröeriek sagája)
- Fóstbraeðra saga
- Gísla saga
- Grettis saga
- Graenlendiga saga (A grönlandiak sagája)
- Heimskringla ("Földkerekség")
- Hervarar saga
- Hrafnkels saga
- Hrólfs saga kraka
- Njáls saga
- Skjöldunga saga
- Völsunga saga

## A sagák világirodalmi párhuzamai
A sagákkal rokon irodalmi alkotások, műfajok:
- A Biblia és a Bhagavad-gíta bizonyos elbeszélései
- Az óír és középír hősi mondák, a scélek (ejtsd: szkél, lásd: Írország irodalma)
- A középkori francia Roland-ének
- A középkori angol Beowulf és a Sir Gawain és a Zöld Lovag
- A japán irodalomból ismert szamurájtörténetek
- Balladai stílusú modern realista elbeszélések (például Móricz Zsigmond: Barbárok)
- A 20. századi western az irodalomban és a filmművészetben. Például a Volt egyszer egy Vadnyugat című film szinte egy-az-egyben vérbosszúsagának nevezhető. Néhány amerikai westernfilmhez pedig fel is használták a középkori izlandi sagákat.
- J. R. R. Tolkien műve, A Gyűrűk Ura, valamint ennek a fantasy irodalmába tartozó számos követője
- A sci-fin belül az űropera-történetek